# Aeroscalo
In architettura, in urbanistica ed in aeronautica, un aeroscalo è una infrastruttura attrezzata per il decollo e l'atterraggio di dirigibili detti anche aeronavi.

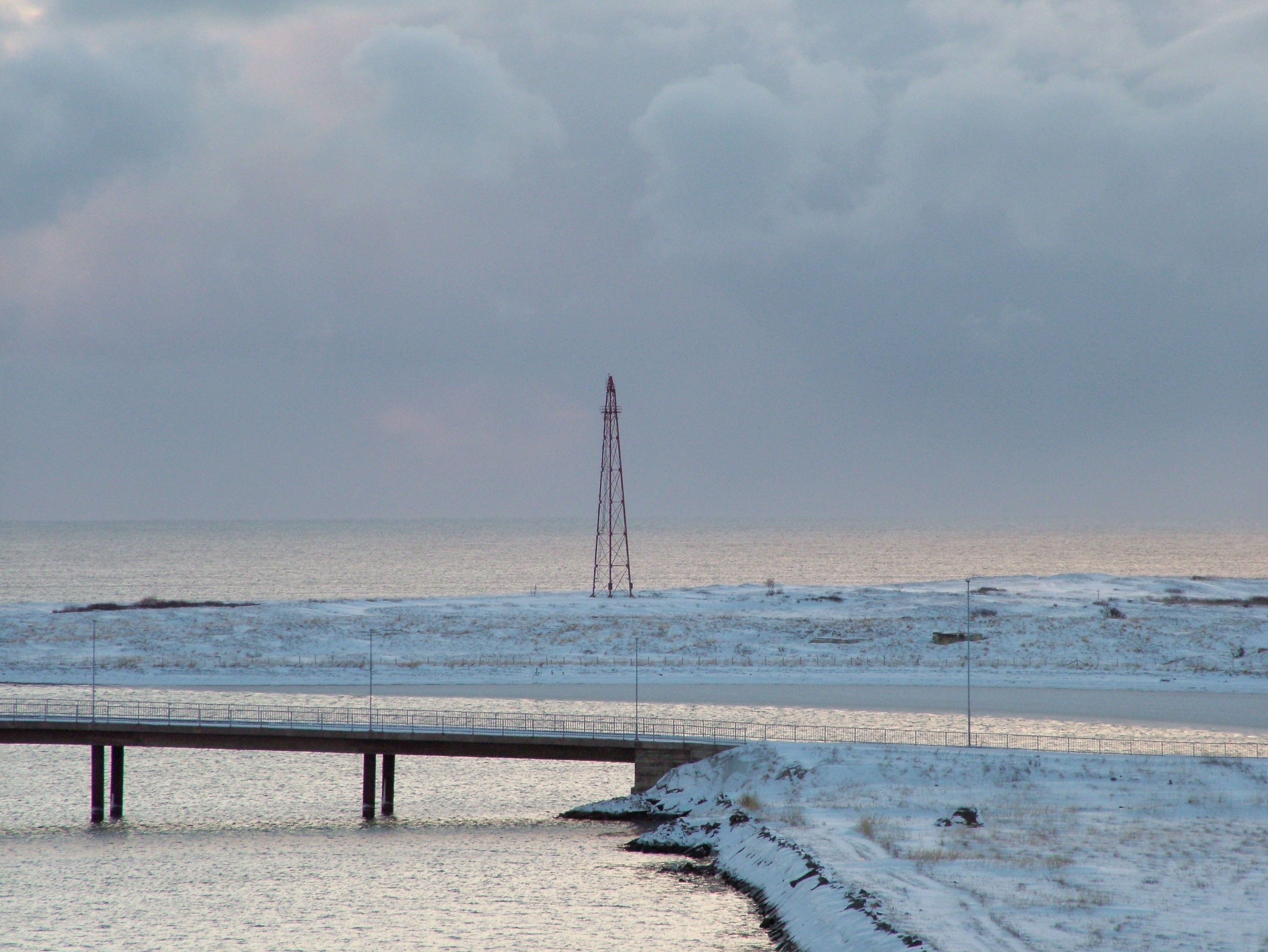
Il pilone di Vadso in Norvegia, ancora oggi ben conservato

L'aeroscalo era un particolare tipo di aeroporto, costituito da una pista di atterraggio e di decollo per dirigibili. Era generalmente dotato da un pilone di aggancio e di ancoraggio a cui il dirigibile attraccava; lo stesso serviva anche per i rifornimenti di acqua, gas e carburante. Gli aeroscali più importanti erano dotati anche di uno o più hangar per il ricovero delle aeronavi. Furono progettati anche aeroscali galleggianti, utilizzati durante la prima guerra mondiale. Gli aeroscali in Italia persero di importanza verso la fine degli anni '20 dopo il declassamento del dirigibile come mezzo militare e di trasporto e generalmente furono trasformati in aeroporti oppure dismessi.
Pochi sanno che il piano ospitante l'osservatorio dell'Empire State Building di New York aveva inizialmente come compito proprio quello di aeroscalo per dirigibili intercontinentali, ma dopo qualche tentativo di attracco l'idea si rivelò essere del tutto impraticabile.